# K2
K2, Czogori (chiń. upr. 乔戈里峰; chiń. trad. 喬戈里峰; pinyin Qiáogēlǐ Fēng; 8611 m n.p.m.) – ośmiotysięcznik, najwyższy szczyt Karakorum, drugi co do wysokości szczyt Ziemi. Znajduje się na granicy Chin i Pakistanu. Do 16 stycznia 2021 roku pozostawał ostatnim niezdobytym zimą ośmiotysięcznikiem. 
Zbudowany ze skał krystalicznych, głównie gnejsów i granitów, szczyt wznosi się ponad 3 kilometry ponad otaczające go lodowce.

## Nazwa

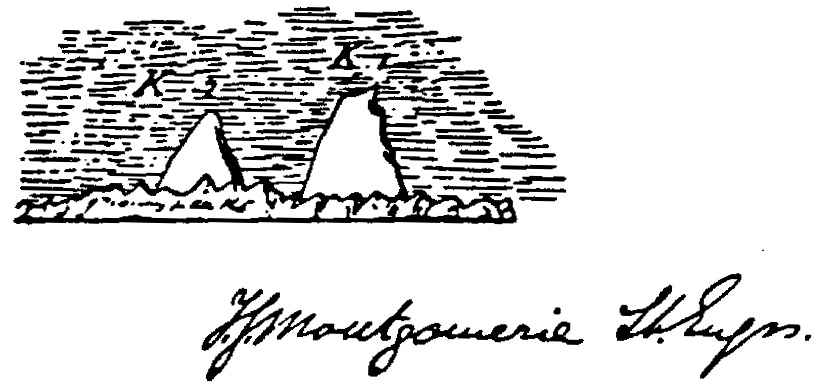
Oryginalny szkic sporządzony przez Montgomerie’ego, na którym zaznaczył on nazwy K1 i K2

W 1856 Brytyjczyk T.G. Montgomerie z Indyjskiego Urzędu Mierniczego dokonał pomiaru szczytu, oznaczając go K2, jako drugi na liście 35 szczytów Karakorum. 2 oznacza pozycję na liście mierniczej sporządzanej z zachodu na wschód (K1 otrzymał Maszerbrum).
Zgodnie z polityką Indyjskiego Urzędu Mierniczego starano się nazywać szczyty zgodnie z ich lokalnymi nazwami. Jednakże wyjątkowe odosobnienie K2 sprawiało, że nie miał lokalnej nazwy. Nie był widoczny ani z wiosek leżących po północnej, ani po południowej stronie szczytu. Widoczny jest wprawdzie z lodowca Baltoro, tam jednak okoliczni mieszkańcy bywali bardzo rzadko. Ze względu na brak rozpowszechnionej nazwy lokalnej oraz w związku z upowszechnianiem się nazwy K2, przyjęto ją jako oficjalną.

## Wysokość
Wysokość K2 podawana na mapach i w encyklopediach to 8611 m. W lecie 2014 zorganizowano pakistańsko-włoską wyprawę na K2 w celu dokładnego zmierzenie wysokości góry z użyciem nawigacji satelitarnej. Zmierzona podczas tej wyprawy wysokość K2 to 8609,02 m.

## Kontrowersyjna przynależność terytorialna

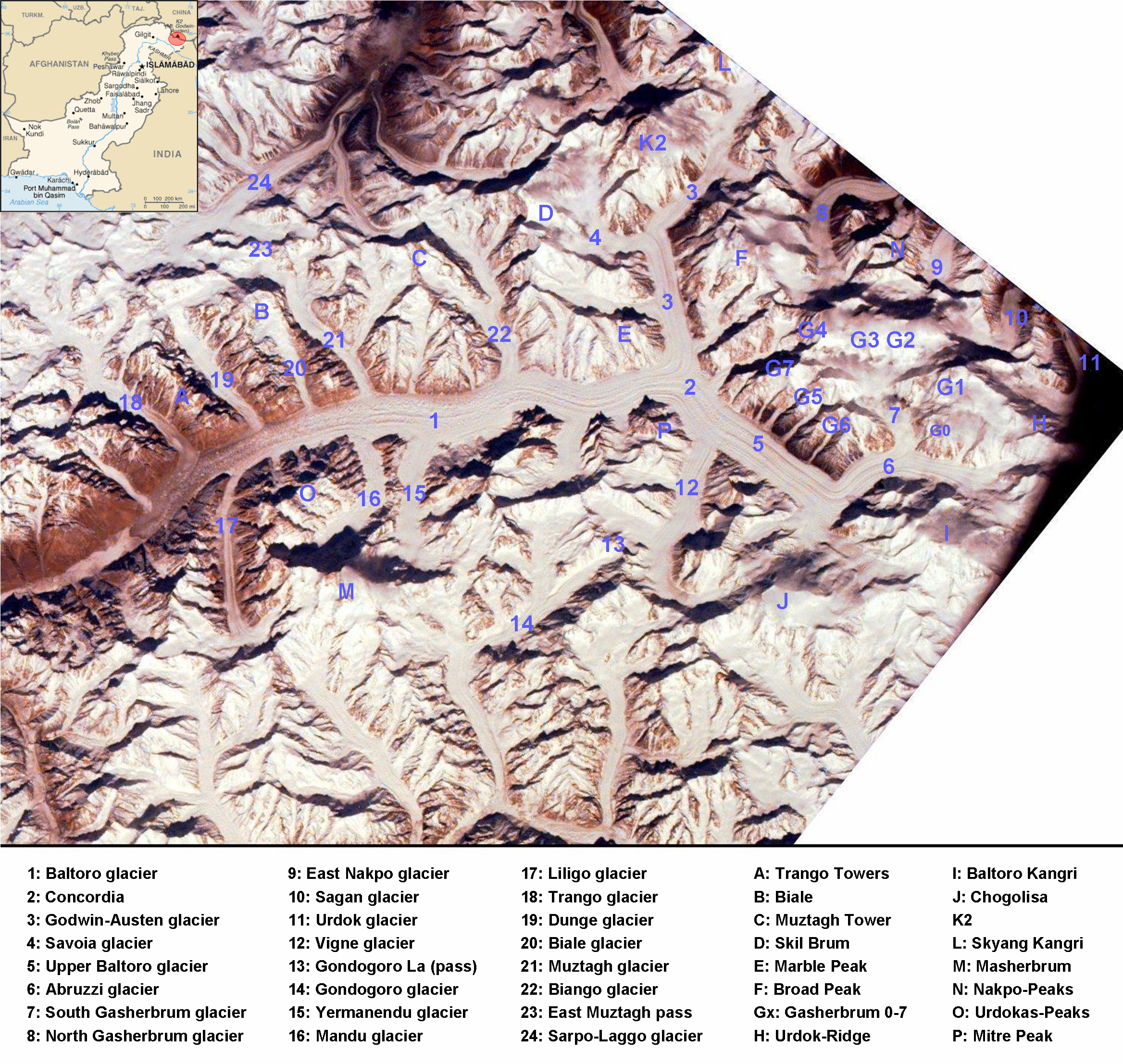
Okolica K2 i Lodowca Baltoro

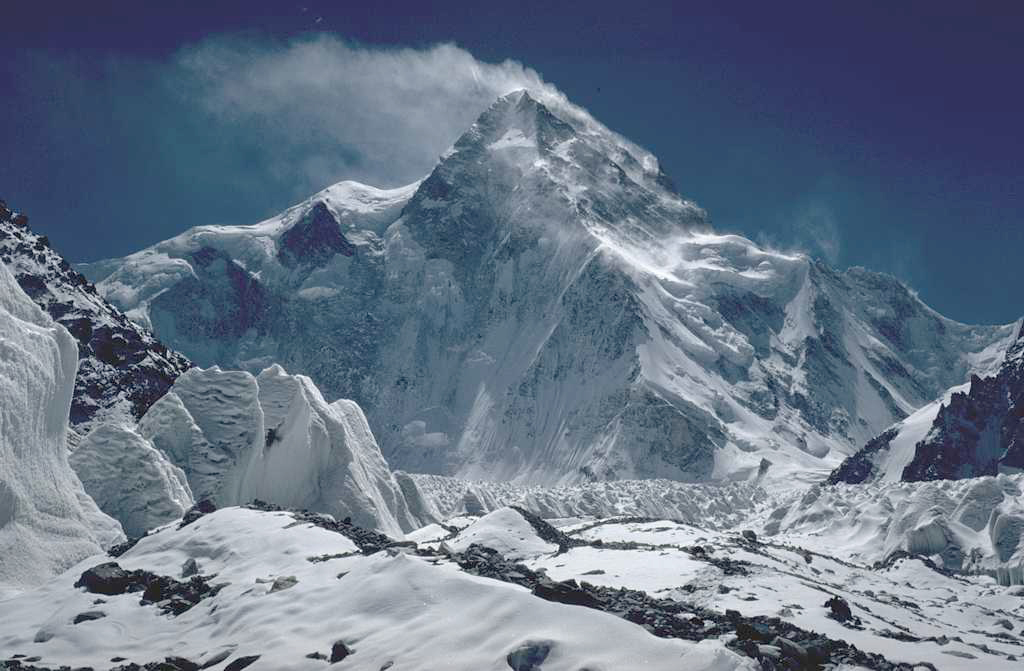
K2 – widok od północy

K2 znajduje się pod administracją pakistańską i wchodzi w skład regionu Gilgit-Baltistan. Ponieważ jednak przylega bezpośrednio do granicy z Chinami, dochodzi na tym tle do sporów. Jeszcze ostrzejszą formę przybrał konflikt z Indiami, które zgłaszają pretensje do całego Kaszmiru, a więc i Baltoro, również uważając się za administratora K2.

## Dostęp
Najbliższe K2 międzynarodowe porty lotnicze to Port lotniczy Islamabad i Port lotniczy Gandhara. Stąd samochodami terenowymi przez Gilgit lub Skardu do Askole (3050 m n.p.m.), a dalej pieszo po lodowcu Baltoro do miejsca zwanego Concordia (4600 m), gdzie łączą się lodowce Baltoro, Godwin-Austen i Górny Baltoro. Stamtąd do podnóża południowej ściany około 10 km.

## Legenda K2
Uważany za najtrudniejszy ośmiotysięcznik do zdobycia. K2 jest tak niebezpieczny przede wszystkim dlatego, że trudności techniczne (wspinaczkowe) w drodze na wierzchołek znajdują się bardzo wysoko – na wysokości 8000 m. Dodatkowym czynnikiem jest wysokość góry ponad otaczające ją lodowce – w każdą stronę szczyt opada ponad 3-kilometrowej wysokości ścianami. Ponadto wejście na K2 utrudnia gorsza od panującej na Evereście pogoda, gdyż K2 jest najbardziej wysuniętym na północ ośmiotysięcznikiem.
Najpopularniejsza droga na szczyt wiedzie przez Żebro Abruzzi. Są tam dwie trudne technicznie sekcje – Komin House’a i Czarna Piramida. Gdy wspinacze mają to za sobą, muszą zmierzyć się jeszcze ze żlebem Bottleneck („Szyjką od butelki”), nad którym znajduje się ogromny serak. Z powodu wysokiego odsetka wypadków śmiertelnych K2 nazywany bywa „Górą Mordercą”.
Był ostatnim ośmiotysięcznikiem, który został zdobyty zimą (w styczniu 2021).

## Zdobywcy
W 1909 r. próbę zdobycia K2 podjął zespół włoski kierowany przez Luigi Amedeo di Savoia, księcia Abruzzów i dotarł do wysokości około 6000 m n.p.m. 

Szczyt został zdobyty 31 lipca 1954 przez wyprawę włoską dowodzoną przez Ardito Desio. Drogą przez Żebro Abruzzi, czyli od strony południowo-wschodniej, na szczyt weszli Achille Compagnoni i Lino Lacedelli. Wyprawa korzystała ze wspomagania tlenem. Podczas wyprawy w obozie II na wysokości 5900 m na ostre zapalenie oskrzeli zmarł Mario Puchoz.
Wanda Rutkiewicz była pierwszą kobietą, która stanęła na szczycie K2 (23 czerwca 1986, godz. 10:15 czasu lokalnego).
26 lipca 2014 szczyt zdobyła rekordowa liczba wspinaczy – 32. Wcześniej rekordowym dniem był 31 lipca 2012, kiedy szczyt zdobyło 28 osób.
22 lipca 2018 Andrzej Bargiel jako pierwszy człowiek zjechał na nartach z K2.
16 stycznia 2021 grupa dziesięciu Nepalczyków jako pierwsza w historii zdobyła szczyt zimą. Grupa składała się z następujących osób: Mingma Gyalje Sherpa, Nirmal Purja, Mingma David Sherpa, Gelje Sherpa, Sona Sherpa, Mingma Tenzi Sherpa, Pem Chhiri Sherpa, Dawa Temba Sherpa, Kili Pemba Sherpa i Dawa Tenjing Sherpa. Nirmal Purja wszedł na szczyt bez wspomagania tlenem.

## Zimowe wyprawy
- 1987/1988 – polsko-kanadyjsko-brytyjska wyprawa kierowana przez Andrzeja Zawadę od strony pakistańskiej. W skład wyprawy weszło 13 Polaków, 7 Kanadyjczyków i 4 Brytyjczyków. 2 marca Krzysztof Wielicki i Leszek Cichy założyli obóz III na 7300 m n.p.m.
- 2002/2003 – Netia K2 – Polska Wyprawa Zimowa. Kierownik wyprawy Krzysztof Wielicki. Wyprawa dotarła do wysokości 7650 m n.p.m.
- 2011/2012 – wyprawa rosyjska składająca się z dziewięciu wspinaczy, kierownika i lekarza osiągnęła wysokość 7200 m. Zakończyła się śmiercią Witalija Gorelika[11].
- 2017/2018 – Polska wyprawa na K2 pod kierownictwem Krzysztofa Wielickiego[12]. W skład wyprawy wchodziło 17 uczestników[13]. 19 lutego Adam Bielecki i Denis Urubko założyli C3 na wysokości 7200 m, a 20 lutego dotarli na 7400 m. 26 lutego w samotnym wyjściu Denis Urubko dotarł na 7600 m. Na początku marca 2018 kierownik Krzysztof Wielicki ogłosił koniec wyprawy z powodu niekorzystnych prognoz pogody oraz wzrostu zagrożenia lawinowego[14].
- 2020/2021 – grupa dziesięciu Nepalczyków, pod dowództwem Nirmala Purji, jako pierwsza w historii dotarła na szczyt zimą – 16 stycznia 2021[10][15].

## Polskie ślady na K2
W 1976 ekspedycja prowadzona przez Janusza Kurczaba nie korzystała z pomocy tragarzy wysokościowych. Podjęto ambitną próbę wejścia dziewiczą wówczas, północno-wschodnią granią, którą pokonano, a dwójka – Eugeniusz Chrobak i Wojciech Wróż wycofała się 200 m poniżej wierzchołka.
W roku 1982 odbyły się dwie polskie wyprawy: północno-zachodnią granią pod kierownictwem Janusza Kurczaba oraz pierwsza polska wyprawa kobieca pod kierownictwem Wandy Rutkiewicz. W 1984 szczyt ponownie próbowała zdobyć Wanda Rutkiewicz.
Pierwszym polskim wejściem na K2 było wejście Wandy Rutkiewicz 23 czerwca 1986 roku.
Polacy wytyczyli lub dokończyli cztery z dziewięciu dróg wiodących na szczyt, w tym m.in. dwie najtrudniejsze:
- Magiczna Linia – została wytyczona przez Wojciecha Wróża, Przemysława Piaseckiego i Petra Božika. W czasie schodzenia zginął Wróż. Droga ta ma tylko jedno powtórzenie (Jordi Corominas w roku 2004; podczas tej wyprawy zmarł Manel de la Matta).
- Polska Droga – została wytyczona przez Jerzego Kukuczkę i Tadeusza Piotrowskiego na południowej ścianie K2. W czasie schodzenia drogą klasyczną spadł w przepaść i zginął Piotrowski. Droga ta nigdy nie została powtórzona.

Na K2 zginęła Halina Krüger-Syrokomska, a także Dobrosława Miodowicz-Wolf, która zmarła podczas schodzenia po nieudanym ataku szczytowym w tragicznym sezonie 1986.
Piotr Pustelnik otrzymał Nagrodę Fair Play Polskiego Komitetu Olimpijskiego za rezygnację z ataku szczytowego, aby nieść pomoc włoskiemu koledze Marco Bianchiemu, który zapadł na chorobę wysokościową w czasie zejścia z wierzchołka.
W zimie 2002/2003 po północnej stronie góry działała Polska Wyprawa Zimowa Netia K2 kierowana przez Krzysztofa Wielickiego, w której skład weszło również czterech alpinistów z Gruzji, Kazachstanu i Uzbekistanu. Bazę główną na lodowcu Qogir założono 29 grudnia 2002. W ciągu 2 miesięcy działalności rozpięto kilka kilometrów lin poręczowych i założono cztery obozy, najwyższy na 7650 m rozbili Marcin Kaczkan, Piotr Morawski i Denis Urubko. Atak szczytowy uniemożliwiła choroba wysokościowa Kaczkana, na którą zapadł po noclegu w obozie czwartym.
Polscy zdobywcy:
- 23 czerwca 1986 – Wanda Rutkiewicz
- 8 lipca 1986 – Jerzy Kukuczka, Tadeusz Piotrowski
- 3 sierpnia 1986 – Przemysław Piasecki, Wojciech Wróż
- 10 sierpnia 1996 – Krzysztof Wielicki
- 14 sierpnia 1996 – Ryszard Pawłowski, Piotr Pustelnik
- 23 sierpnia 2011 – Dariusz Załuski
- 31 lipca 2012 – Adam Bielecki[16]
- 31 lipca 2014 – Janusz Gołąb, Marcin Kaczkan
- 22 lipca 2018 – Andrzej Bargiel[17]
- 25 lipca 2019 – Waldemar Kowalewski
- 22 lipca 2022 – Monika Witkowska[18]
- 28 lipca 2022 – Dorota Rasińska-Samoćko[19], był to 7 8-tysięcznik w ciągu 3 miesięcy (Annapurna - 28.04, Kanczendżonga - 12.05, Lhotse - 22.05, Makalu -28.05. Nanga Parbat- 1.07, Broad Peak - 20.07), ustanowiła rekord wspinając się bez sponsorów i z jednym partnerem[20]
- 28 lipca 2022 – Radosław Woźniak, Mariusz Hatala i Piotr Krzyżowski, członkowie zespołu Beskid Expedition Team, wszyscy bez wspomagania tlenem z butli[21]
- 27 lipca 2023 – Magdalena Arcimowicz[22][23]

## Wypadki
W sezonie 1986 w katastrofie na K2 zginęło 13 osób. Był to najtragiczniejszy sezon w historii zdobywania tej góry.
13 sierpnia 1995 burza śnieżna spowodowała śmierć siedmiu himalaistów (Brytyjka Alison Hargreaves, Nowozelandczyk Bruce Grant, Amerykanin Rob Slater, Hiszpanie Lorenzo Ortiz, Javier Escartin i Javier Olivar, Kanadyjczyk Jeff Lakes).
W sezonie 2008 zejście lawiny spowodowało serię zdarzeń, w której zginęło jedenastu himalaistów: trzech Koreańczyków, dwóch Nepalczyków, dwóch Pakistańczyków, Serb, Irlandczyk, Norweg i Francuz. Przyczyną tragedii było oderwanie się bloku lodowego (wielkiego seraka) powyżej trudnego żlebu zwanego „Bottleneck” (wąskie gardło), co spowodowało lawinę, która pozrywała liny poręczowe w żlebie. To zdarzenie uniemożliwiło bezpieczne, szybkie zejście do obozu.